# Sphagnum garysmithii
Sphagnum garysmithii är en bladmossart som beskrevs av H. Crum 1987. Sphagnum garysmithii ingår i släktet vitmossor, och familjen Sphagnaceae. Inga underarter finns listade i Catalogue of Life.